# Steno-Cassette
Стенокассе́та (Steno-Cassette) — формат кассеты для диктофонной магнитной записи звука, предложенный Grundig в 1971 году (продажи с 1973). В 1970-е и начале 1980-х годов стенокассеты распространились в Германии и стали предметом национального стандарта DIN 32750 (1985).
В отличие от двусторонней компакт-касетты, стенокассеты — односторонние (однонаправленные), «перевернуть» их физически невозможно, так как в верхней крышке корпуса отсутствуют отверстия для валов подкассетников и тонвала. Особенность формата — встроенный в корпус кассеты счётчик времени записи, выполненный в виде линейного ползунка. Стандартная длительность записи и воспроизведения — 30 минут на скорости 2,38 см/c (вдвое медленнее обычной компакт-кассеты); стационарные «транскрипционные» магнитофоны для расшифровки записи речи, как правило, имеют плавную регулировку скорости воспроизведения до ± 30 %. Диапазон воспроизводимых частот ограничен «телефонной полосой» в 100—5000 Гц.
В 2008 году кассеты и диктофоны этого формата продолжают продаваться под маркой Grundig Stenorette и позиционируются как качественное и дорогое решение «для бизнеса» (стоимость простейших диктофонов от 200 евро). В 1995 году тот же Grundig вывел на рынок, в дополнение к семейству Stenorette, семейство диктофонов на микрокассетах, и в каталоге фирмы 2008 года представлены целых три семейства диктофонов — два аналоговых и одно цифровое.